# Sjumilaskogen
Sjumilaskogen (engelska: Hundred Acre Wood) är skogen i den fiktiva värld där A. A. Milnes böcker om Nalle Puh utspelar sig. Den är inspirerad av verklighetens Ashdown Forest utanför Hartfield i England i Storbritannien.
De flesta av de platser som nämns i böckerna ligger dock utanför Sjumilaskogen, och Uggla är det enda djur som bor i skogen. Originalets Hundred Acre Wood, motsvarande en skog på mindre än en halv km², antyder också att det inte rör sig om någon med mänskliga mått mätt djupare skog.